# Das klagende Lied

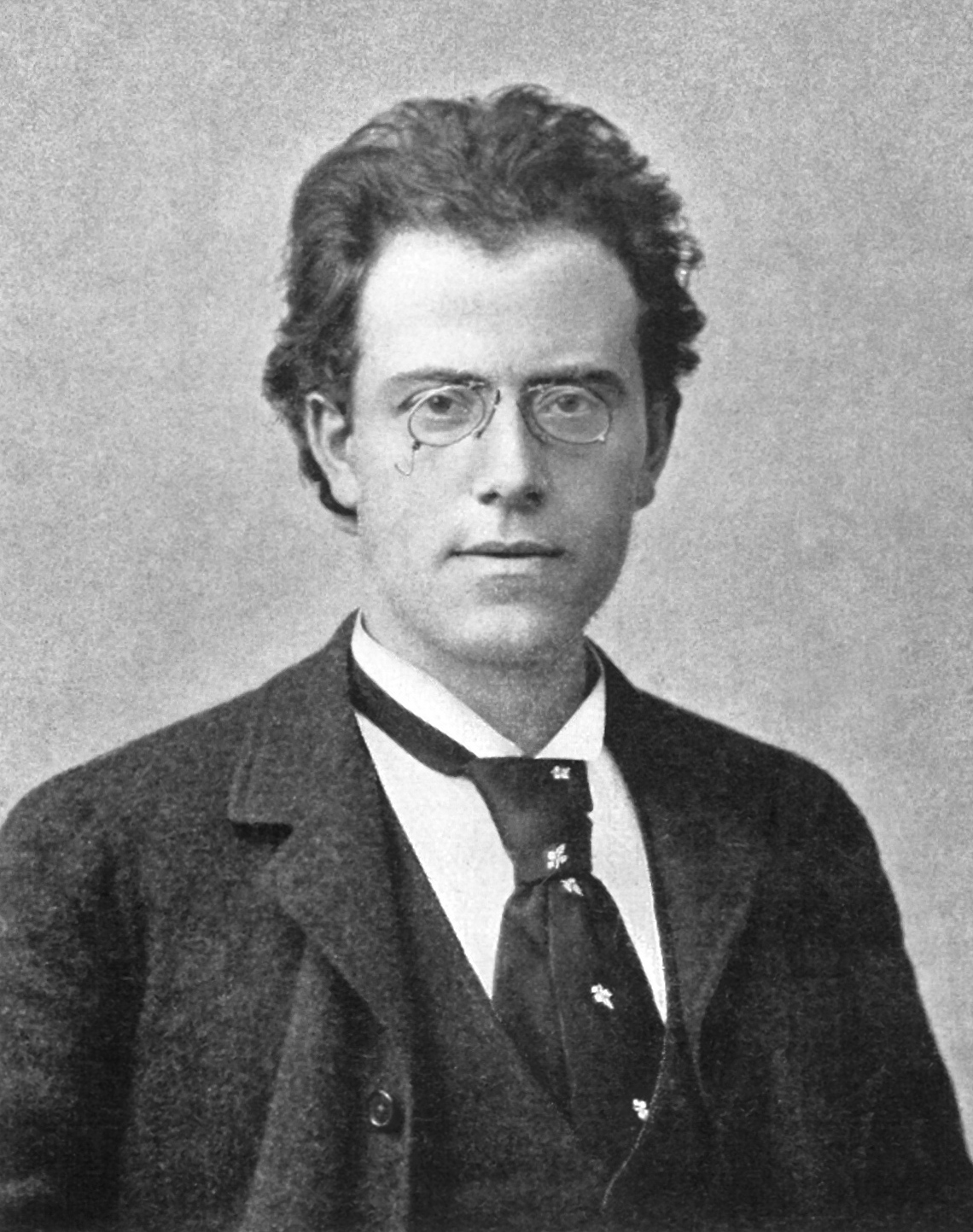
El compositor en 1893.

Das klagende Lied (literalmente, «La canción del lamento») es una cantata de Gustav Mahler, compuesta entre 1878 y 1880, aunque frecuentemente corregida durante las siguientes dos décadas. En su forma original, Das klagende Lied es una de las primeras de sus obras que han sobrevivido hasta nuestro tiempo (el movimiento del Cuarteto para Piano en La menor se cree que es de 1876).

## Historia de su composición
Mahler empezó a escribir el texto de Das klagende Lied (presumiblemente basándose en un cuento de hadas del mismo nombre de Ludwig Bechstein y/o en el cuento Der singende Knochen («El hueso cantarín») de Jacob y Wilhelm Grimm) durante la primera parte de su año final en el Conservatorio de Viena (Universidad de Música y Artes Escénicas), donde estudió entre 1875 y 1878. El borrador del texto para la obra está fechado el 18 de marzo de 1878, y la composición de la música comenzó en el otoño de 1879 y fue completada el 1 de noviembre de 1880. La obra se presenta en un escala muy grande y compleja, requiriendo una gran orquesta y llevando entre 60 y 70 minutos su interpretación completa.
Originalmente, Das klagende Lied se componía de tres partes:
1. Waldmärchen (Leyenda del bosque)
2. Der Spielmann (El ministril)
3. Hochzeitsstück (Pieza de boda)

La primera interpretación no se produjo hasta 1901, cuando Mahler ya había realizado diversas revisiones a la partitura original. La primera revisión tuvo lugar en la segunda mitad de 1893, y con ella se produjo una significativa reducción y modificación de los arreglos de las fuerzas orquestales y vocales; se redujo el número de arpas de la primera parte de seis a dos, y los solistas vocales, de once a cuatro.
Otras revisiones, hasta llegar a la actual obra en dos partes (con la eliminación de la primera parte), se realizaron entre septiembre y diciembre de 1898. En realidad, esta revisión fue tan amplia que Mahler se vio obligado a escribir una partitura completamente nueva.

## Estrenos y grabaciones
El estreno de Das klagende Lied tuvo lugar el 17 de febrero de 1901 en Viena, con el propio Mahler como director. Fue esta versión en dos partes la que se publicó y entró en el repertorio. Pero cuando se conoció, en 1969, el manuscrito original en tres partes, también esta versión fue interpretada y grabada. También se publicó en 1997 como parte de la Gustav Mahler Edition.